# 春日山城
春日山城是位於新潟縣上越市（古越後國頸城郡）曾經存在的日本城堡，是一座山城。是上杉家、長尾家以及堀家的居城。曾經為名將上杉謙信的居城最為有名，現為日本國家指定遺跡。別稱鉢峰城。

## 概略
該城不知於何時建設，築城年份可能為958年，築城地點位於春日山山麓，相信為一座易守難攻的城堡，在室町時代後期，當時大名長尾為景對此城進行大幅模修改。後來上杉謙信以及上杉景勝成為了城主。在1598年景勝被秀吉移封到會津後，由堀秀治成為城主。可是堀家決定在附近築起新城，名為福島城。完成年份為1607年當時秀治已經病逝，由他的長子堀忠俊繼續，同年，春日山城被完全拆除。現時只剩下重建的遺跡。

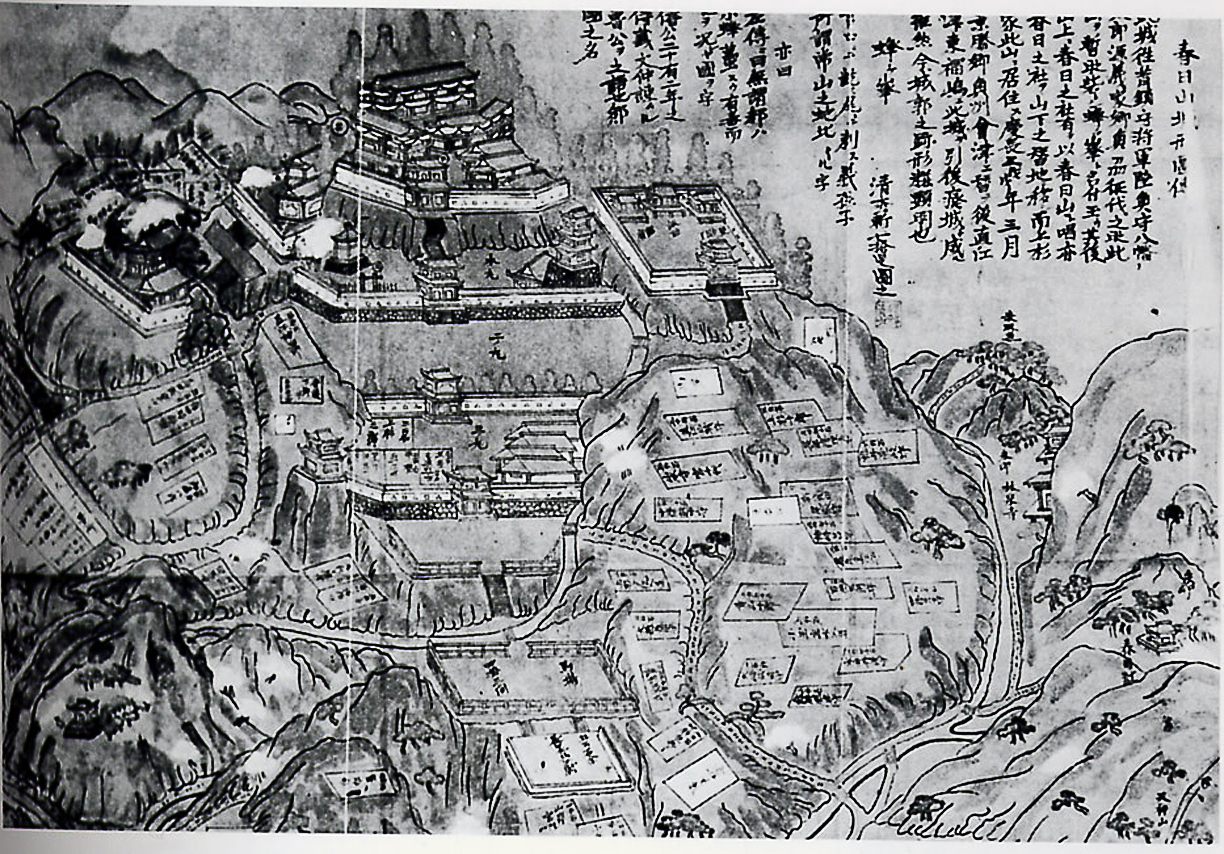
春日山城古繪圖

## 外部連結
- 春日山城位置[永久]

1. ↑  春日山標高189M，具體位置在春日山城史跡廣場西南方，GOOGLE地球上一看便知道是山麓